# 油蔥粿
油蔥粿，又稱九層炊，是台灣常見的稻米食品，外觀與蘿蔔糕有幾分相似，但使用材料與製作方式皆略有不同。
油蔥粿使用的米漿為係將在來米、蓬萊米磨成粉，加上適量的太白粉與水調製而成。製作時先將容器內側抹上沙拉油，淋上一層米漿後置入蒸籠，加蓋蒸熱數分鐘讓米漿凝結。開蓋撒上油蔥配料後，重新淋上一層米漿，再加蓋蒸熱。重覆蒸米漿、撒油蔥的動作數回後，才算製作完成。由於米漿與油蔥是一層一層地蒸煮，所以才稱為「九層炊」，以表示其製作過程之繁複。
傳統的食用方式是切塊後，沾點加上香菜的醬油；近年來亦頗多沾甜辣醬食用者。由於油蔥粿是一層又一層用細火慢蒸而成，吃起來既有香氣，又富有彈性，為頗受歡迎的點心。